# Vlastimil Pokorný
Vlastimil Pokorný (16. května 1926 Černčice – 21. května 1997) byl český fotbalista, obránce a záložník, reprezentant Československa. Za československou reprezentaci odehrál v letech 1948–1949 sedm utkání. Hrál za Slovan Bratislava.